# 田島勝太郎
田島 勝太郎（たじま かつたろう、1846年または1847年? - 没年不明、女性）とは、幕末のフランス通詞である。本名は田島勝。
子母澤寛がその事績を小説化した「才女伝」で知られるが、架空の人物という説もあり、実在の人物であるかは不明。日本海軍戰記 怒濤にも登場する。

## 概要
父の平助は、長崎に住んで飾り職をやっており、フランス語やオランダ語に通じていたため、後に公儀御用の通詞となった。その娘、お勝も父と一緒に長崎に住んでいたが、父が死に母を養うために江戸へ行き「勝奴」という名で下谷芸者をしていた。
榎本武揚(釜次郎)とは幼なじみであったが、江戸で偶然再会した際に幕府海軍の通詞に誘われる。お勝は承諾して、男装し田島勝太郎と名乗り、フランス軍事顧問団アンリ・ポール・イポリット・ド・ニコールの通詞となったが、すぐに江戸開城となり職を失った。
榎本は蝦夷で再起を図ることを考えた。勝太郎は陸路で仙台へ行き榎本と落ち合うこととなったが、仙台において面会を断られ、函館で会うこととなった。箱館戦争の最中に箱館に着き、長崎時代の知り合いである函館市街元町にあるフランス館(天主教会)のメルヌ・ド・カシュン教父を尋ねようとしたが、官兵に捕えられてしまう。しかし、薩摩の黒田了介に助けられ、函館病院に入れられることとなった。その後、函館病院長高松凌雲からの使者として榎本に会ったが、榎本は討ち死にする覚悟であったため、勝太郎は追い返され、その返書を函館病院に届けた。しかし、その後、榎本は開城を決意し、東京へ護送された。勝太郎は榎本には会おうとせず、当分病院に留まって重病人の看護をすることを望んだ。

## アラミス説
宇江佐真理は、ジュール・ブリュネのスケッチの中にジッタロウ（アラミス）というフランス語を話す日本人が書かれているとして、田島勝太郎=アラミス説を考えつき、「アラミスと呼ばれた女」を執筆した。